# Streptoprocne
Streptoprocne es un género de aves apodiforme de la familia de los vencejos (Apodidae). Agrupa cinco especies.

## Especies
Se distinguen las siguientes especies:
- Streptoprocne biscutata (P. L. Sclater, 1866) -- vencejo nuquiblanco brasileño
- Streptoprocne phelpsi (Collins, 1972) -- vencejo de tepui
- Streptoprocne rutila (Vieillot, 1817) -- vencejo cuellirrojo
- Streptoprocne semicollaris (De Saussure, 1859) -- vencejo nuquiblanco mexicano
- Streptoprocne zonaris (Shaw, 1796) -- vencejo acollarado